# France Pejot
France Pejot (of Francette Pejot) (Lyon, 17 oktober 1914 - Perpignan, 21 april 2010) was een Franse verzetsstrijdster tijdens de Tweede Wereldoorlog.

## Levensloop
Na de dood van hun moeder, woonde France Pejot en haar zus Raymonde op Place des Jacobins in Lyon. Ze hielpen hun vader die een bedrijf had La lingerie pratique aan de Rue Emile-Zola in Lyon.

### Tweede Wereldoorlog
Tijdens de oorlog luisterde ze naar Radio Londen en kon ze de ondergrondse krant Le Franc-Tireur lezen. In januari 1942 sloot ze zich aan bij de verzetsbeweging Franc-Tireur met haar zus als verbindingsofficier, daarna werd ze secretaresse van de leider van deze beweging, Jean-Pierre Lévy. In 1942 voorkwam ze dat Lévy werd gearresteerd door de verdenking op haar te vestigen. Zijn appartement op de 4e verdieping van Place des Jacobins 4 en de winkel vormen een van de basissen van het netwerk.
Ze werd op 24 oktober 1942 samen met haar collega en vriendin Micheline Eude-Altman gearresteerd door de Franse politie, die haar tot februari 1943 opsloot in de voor vrouwen gereserveerde Saint-Joseph-gevangenis in Lyon, waarna men haar vrijliet. Aan het einde van hetzelfde jaar ontsnapte ze aan arrestatie door de militie en bereikte Parijs waar verschillende vooraanstaande leden van het Franc-Tireur-netwerk hun toevlucht hadden gezocht. Ze werd een van hun verbindingsagenten. Op 30 juni 1944 werd ze gearresteerd door Friedrich Berger van de Duitse politie aan de 180 rue de la Pompe in Parijs en ze werd door het laatste konvooi van 25 augustus gedeporteerd naar het concentratiekamp van Ravensbrück.
Toen het kamp in april 1945 werd ontruimd, slaagde Pejot erin om met vijf kameraden een bos in te vluchten richting het repatriëringscentrum van Leipzig van waaruit ze op het dak van een treinwagon terugkeerde naar Frankrijk.

### Na de oorlog
France Pejot is de moeder van de muzikant Jean-Michel Jarre, geboren in 1948 uit haar huwelijk met de componist Maurice Jarre in maart 1946. Deze laatste wilde zijn carrière in de Verenigde Staten voortzetten en het paar scheidde vijf jaar later; ze voedt haar zoon alleen op en vestigt zich in Vanves, in de buitenwijken van Parijs. Vervolgens opende ze een kledingstand voor theater en bioscoop op de vlooienmarkt van Porte de Vanves.
France Pejot stierf op 95-jarige leeftijd op 21 april 2010 in een ziekenhuis in het zuidwesten van Frankrijk.
Gérard Collomb, senator van de Rhône en burgemeester van Lyon, verklaarde in mei 2010 ter gelegenheid van de ceremonies ter gelegenheid van de overwinning van 8 mei 1945: “France Pejot was een heldin van het verzet”.

## Onderscheidingen

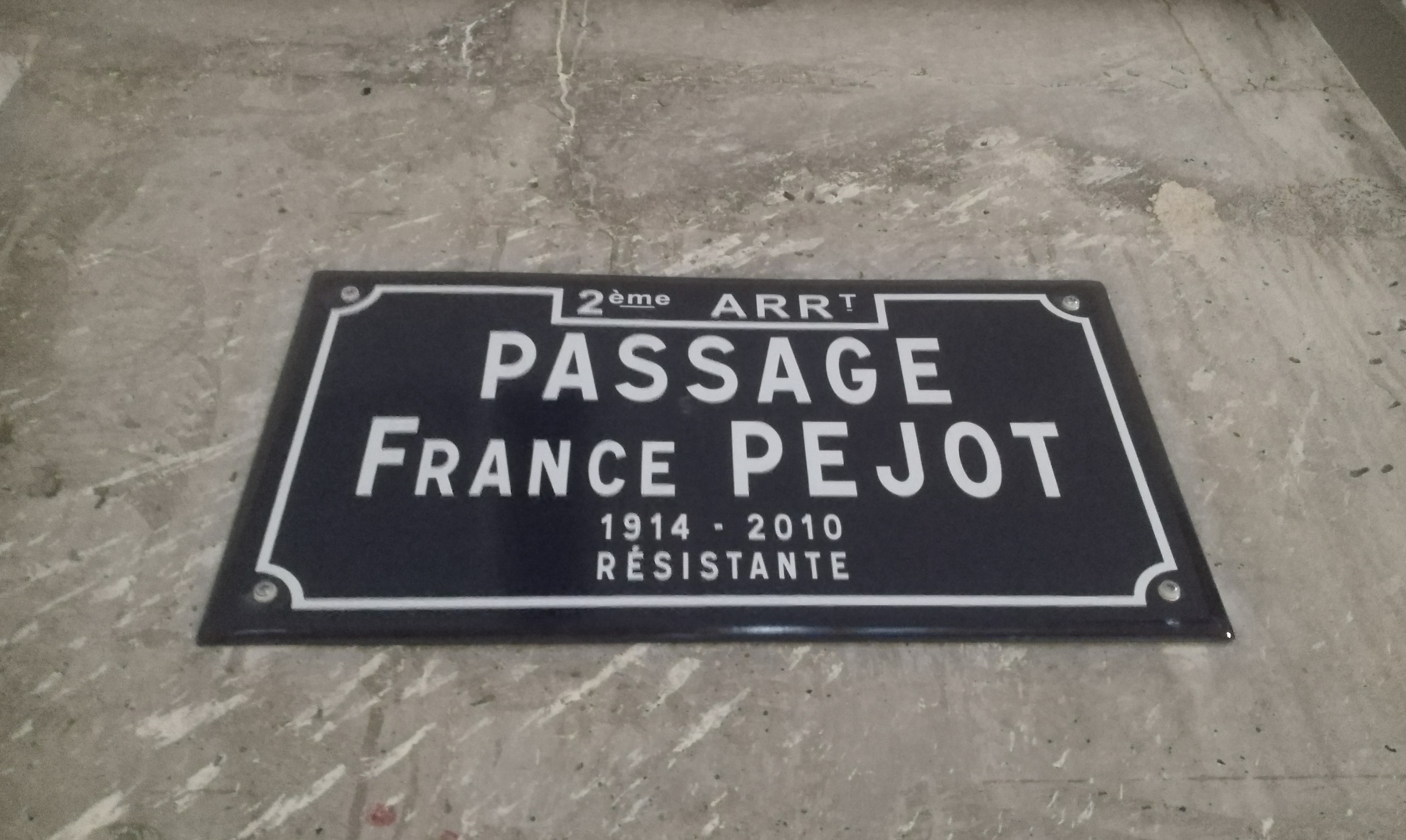
Plaquette France Pejot.

- Legioen van Eer
- Oorlogskruis 1939-1945
- Verzetsmedaille

## Publicaties
- Margaret Collins Weitz - Frauen in der Résistance, p. 224-314, uitg. Unrast Verlag, 2002, (ISBN 3897714108)
- Évelyne Morin-Rotureau (red.), Micheline Eude-Altman - 1939-1945, combats de femmes: Françaises et Allemandes, les oubliées de l'histoire, p. 123-133, uitg. Autrement, 2001, (ISBN 274670143X)